# Cal Terés
Cal Terés és un edifici de Tàrrega (Urgell) protegit com a bé cultural d'interès local.

## Descripció
Casa pairal de grans dimensions on a la llinda de la porta principal hi ha ben visible la inscripció "ANTON TERÉS 1748". Aquesta casa té una façana de tres plantes d'alçada on a la planta baixa gairebé exclusivament s'hi obre la porta rectangular i allindanada d'accés a l'edifici. Superiorment hi té un conjunt de quatre balcons de poca volada exterior i que no tots es troben ordenats en la mateixa línia horitzontal, fet que denota que part d'aquests balcons han estat fruit d'obres posteriors. A la segona planta també s'hi ordena paral·lelament una nova renglera de balcons, en aquesta ocasió més senzills. Tota la façana es troba arrebossada i pintada en tons grogosos.

## Història
Aquesta mítica casa de Tarés de Tàrrega actualment en el seu interior hi allotja part de les dependències municipals que depenen de l'Ajuntament de Tàrrega. Concretament en el seu interior hi ha el departament de cultura popular i festes.